# Échelle de comparaison
En mathématiques, et plus précisément en analyse, une échelle de comparaison est un ensemble de fonctions de référence ordonné par la relation de prépondérance, fonctions auxquelles on envisage de comparer des fonctions plus complexes ou irrégulières, dans le but d'évaluer leur vitesse de croissance, et d'obtenir des formules d'approximation telles que les développements asymptotiques.

## Définition
On rappelle la notation de Landau {\displaystyle f=o(g)}, ainsi que les notations de Hardy, utiles dans les chaînes de comparaison comme dans les sections ci-dessous, {\displaystyle f\prec g} ou {\displaystyle g\succ f}  qui toutes trois signifient que {\displaystyle \lim _{a}{\frac {f}{g}}=0}. 
On dit qu'un ensemble E de fonctions (de variable entière ou réelle, et à valeurs réelles) est une échelle  de comparaison (au voisinage de a) si  la relation «  être négligeable au voisinage de a  » est une relation d'ordre total sur E, autrement dit si pour tout couple {\displaystyle (f,g)\in E^{2}}, on a {\displaystyle f=o(g)} , {\displaystyle g=o(f)} ou {\displaystyle f=g} (ou, avec les notations de Hardy: {\displaystyle f\prec g},  {\displaystyle f\succ g} ou {\displaystyle f=g}).

## Exemples
L'exemple le plus connu est formé par l'ensemble des monômes {\displaystyle \{x\mapsto x^{n}\}_{n\in \mathbb {N} }} (au voisinage de 0), utilisé en particulier pour construire des développements limités. Ce même ensemble est également une échelle de comparaison au voisinage de {\displaystyle +\infty } ; on remarquera que l'ordre pour la relation « être négligeable en {\displaystyle +\infty } » coïncide avec l'ordre usuel sur les entiers, mais est l'ordre inverse au voisinage de 0. De plus, au voisinage de {\displaystyle a\neq 0}, cet ensemble n'est plus une échelle (et doit être remplacé, dans les applications pratiques, par l'ensemble des {\displaystyle \{x\mapsto (x-a)^{n}\}_{n\in \mathbb {N} }}).
Une première extension importante consiste à prolonger l'échelle discrète précédente en une échelle continue, {\displaystyle \{x\mapsto x^{\alpha }\}_{\alpha \in \mathbb {R} }}. Mais (au voisinage de {\displaystyle +\infty }), cette échelle est loin de suffire même à l'étude des fonctions usuelles : les fonctions puissances sont toutes négligeables devant l'exponentielle, et elles sont toutes (pour {\displaystyle \alpha >0}) prépondérantes devant la fonction logarithme. On est donc amené à élargir cette échelle, en lui adjoignant des produits de logarithmes et d'exponentielles.
En analyse, on rencontre rarement des échelles plus riches que celles des fonctions de la forme {\displaystyle x\mapsto (\ln x)^{\alpha }x^{\beta }e^{cx^{\gamma }}}. Mais en informatique théorique et en théorie analytique des nombres, on est parfois amené à utiliser des exponentielles et des logarithmes itérés, et des fonctions plus complexes. encore ; ainsi, la complexité en temps de la factorisation par fraction continue d'un entier {\displaystyle N} est en {\displaystyle O\left(e^{\sqrt {2\log N\log \log N}}\right)} ; une notation spéciale, la notation L, a été inventée par Carl Pomerance pour traiter ces situations.

## Prolongements et interpolation
Les travaux de du Bois-Raymond (formalisés et prolongés par Hardy) l'ont amené à développer un véritable calcul avec l'infini, et à montrer qu'aucune échelle (discrète) n'est complète, en particulier que pour toute suite de fonctions {\displaystyle f_{0}\prec f_{1}\prec f_{2}\prec \cdots \prec f_{n}\prec \cdots }, on peut trouver une fonction {\displaystyle f}  telle que {\displaystyle f\succ f_{n}} pour tout n (prolongement) et que pour tout couple de suites {\displaystyle f_{0}\prec f_{1}\prec f_{2}\prec \cdots \prec f_{n}\prec \cdots \prec g_{n}\prec \cdots \prec g_{2}\prec g_{1}\prec g_{0}}, on peut trouver une fonction {\displaystyle h}  telle que {\displaystyle f_{n}\prec h\prec g_{n}} pour tout n  (interpolation). On a pu penser redonner ainsi un statut mathématique aux infiniment petits des analystes du 17e siècle, mais il n'a jamais été possible d'obtenir une théorie satisfaisante par cette méthode, et seuls les travaux de logiciens, à la suite d'Abraham Robinson dans les années 1950,  ont pu construire une véritable analyse non standard.

## Partie principale et développement asymptotique
Soit E une échelle de comparaison (au voisinage de a)  et f une fonction étudiée près de a ; on appelle partie principale de f (sur l'échelle E) une fonction de la forme {\displaystyle cg}, avec {\displaystyle g\in E}  et c constante réelle non nulle, telle que{\displaystyle f{\underset {\overset {a}{}}{\sim }}cg}, c'est-à-dire que {\displaystyle {\underset {\overset {a}{}}{\lim }}{\frac {f}{g}}=c}. 
Si f  admet une partie principale, celle-ci est unique ; on a alors {\displaystyle f_{1}=f-cg=o(f)}.  Si {\displaystyle f_{1}} admet à son tour une partie principale {\displaystyle c_{1}g_{1}}, on aura {\displaystyle g_{1}=o(g)} ; si l'on peut recommencer, on obtient finalement une expression de la forme {\displaystyle f=cg+c_{1}g_{1}+c_{2}g_{2}+\cdots +c_{n}g_{n}+o(g_{n})} (avec {\displaystyle g\succ g_{1}\succ g_{2}\succ \cdots \succ g_{n}}), qu'on appelle un développement asymptotique de f (sur l'échelle E). 

## Échelles de fonctions élémentaires
Les fonctions élémentaires sont celles obtenues par extensions successives de l'ensemble des fractions rationnelles par les opérations algébriques usuelles et par composition avec les fonctions logarithme et exponentielle. Si on n'utilise à chaque étape de ces extensions que des constantes et des fonctions à valeurs réelles, on obtient la classe des fonctions logarithmico-exponentielles (ou L-fonctions) ;  un théorème de Hardy (formalisant des résultats de du Bois-Raymond) affirme que toutes les fonctions de cette classe sont monotones à partir d'un certain réel. Comme le quotient de deux d'entre elles est encore une L-fonction, on en déduit que pour deux L-fonctions f et g, au voisinage de l'infini, on a {\displaystyle f=o(g)}, {\displaystyle g=o(f)} ou {\displaystyle f{\sim }Kg}, avec K constante non nulle (cette dernière relation étant notée par Hardy {\displaystyle f\asymp \!\!\!\!\!\!-g}, écriture qui établit une propriété plus forte que son autre notation {\displaystyle f\asymp g}).
Des ensembles de L-fonctions totalement ordonnés constituent des échelles de comparaison suffisantes pour tous les besoins pratiques : bien qu'il soit aisé de construire des fonctions croissant plus rapidement, par exemple, que des tours d'exponentielles de hauteur arbitraire, de telles fonctions ne peuvent (presque par définition) s'exprimer à l'aide de fonctions élémentaires, ou de fonctions constructibles par les opérations usuelles de l'analyse (comme la résolution d'équations différentielles, ou le développement en série entière).